# Phidippus cardinalis
Phidippus cardinalis là một loài nhện trong họ Salticidae.
Loài này thuộc chi Phidippus. Phidippus cardinalis được Nicholas Marcellus Hentz miêu tả năm 1845.

## Hình ảnh

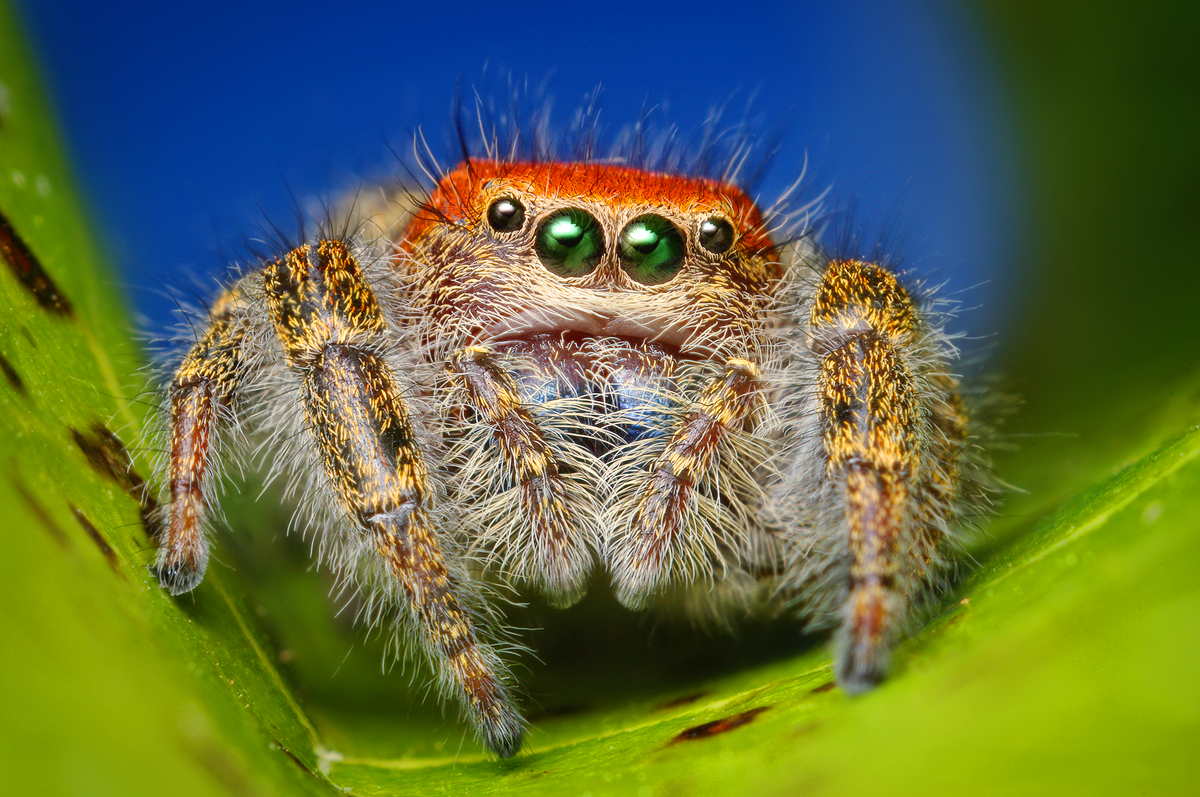